# Lafitte-Vigordane
Lafitte-Vigordane is een gemeente in het Franse departement Haute-Garonne (regio Occitanie). De plaats maakt deel uit van het arrondissement Muret. Lafitte-Vigordane telde op 1 januari 2022 1.156 inwoners.

## Geografie
De oppervlakte van Lafitte-Vigordane bedroeg op 1 januari 2022 11,38 vierkante kilometer; de bevolkingsdichtheid was toen 101,6 inwoners per km².

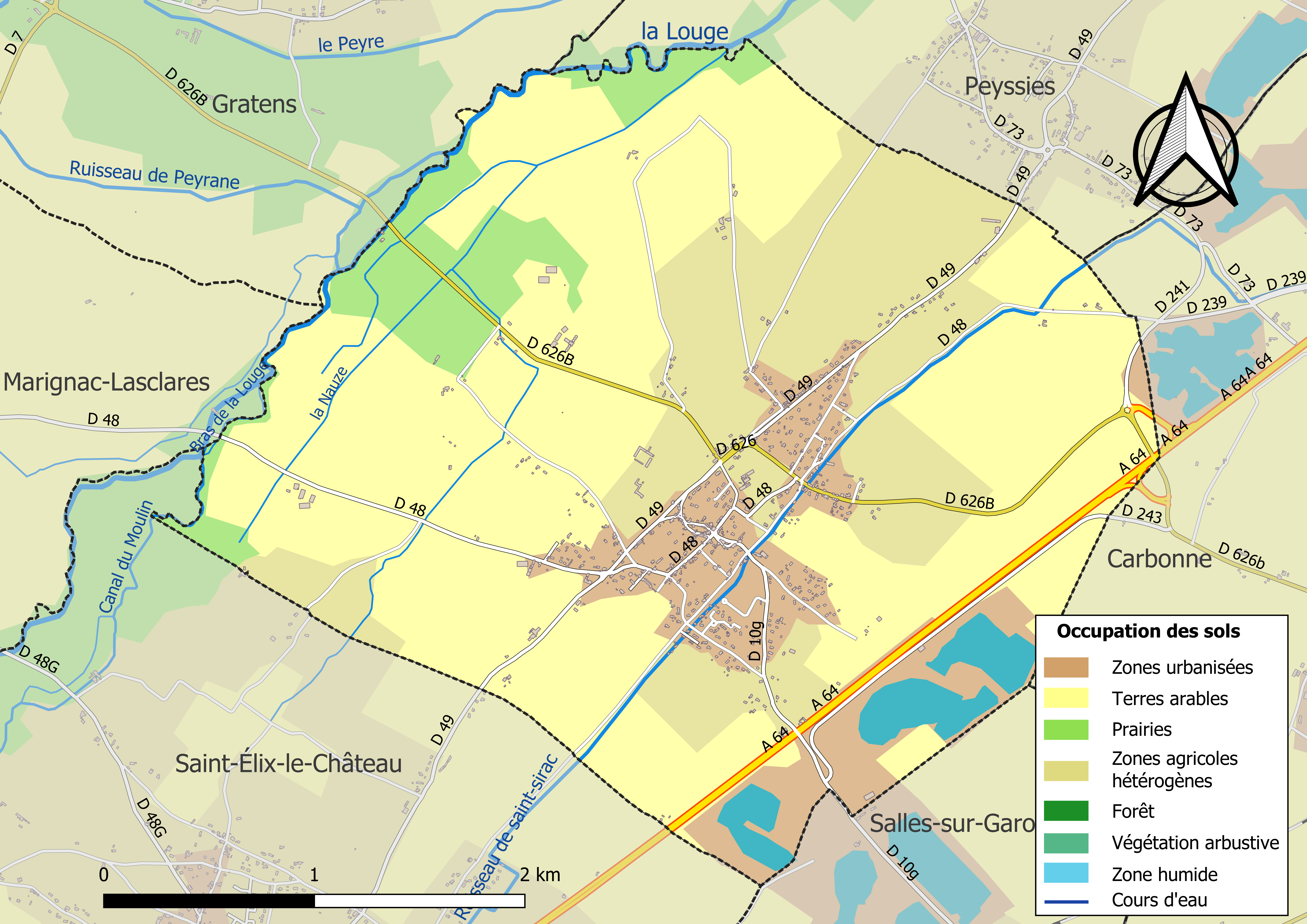
Kaart van de gemeente met belangrijkste infrastructuur, bodemgebruik en omliggende gemeenten

## Demografie
Onderstaande figuur toont het verloop van het inwonertal (bron: INSEE-tellingen).